# Трево Чалоба
Трево Чалоба (англ. Trevoh Chalobah, нар. 5 липня 1999, Фрітаун) — англійський футболіст сьєрралеонського походження, центральний захисник, опорний півзахисник лондонського «Челсі».
Виступав за молодіжну збірну Англії.

## Клубна кар'єра
Народився 5 липня 1999 року у Фрітауні, столиці Сьєрра-Леоне. Вихованець футбольної школи клубу «Челсі», до якої потрапив у вісім років.
У дорослому футболі дебютував 2018 року виступами на умовах оренди за друголіговий «Іпсвіч Таун», де протягом сезону 2018/19 був гравцем основного складу і взяв участь у 43 матчах чемпіонату.
Сезон 2019/20 років провів на тому ж рівні, граючи за «Гаддерсфілд Таун», після чого знову попрямував в оренду, цього разу до французького «Лор'яна». В сезоні 2020/21 провів за команду з Лор'яна 29 ігор у Лізі 1.
Влікту 2021 року повернувся до «Челсі» і дебютував у його складі у грі на Суперкубок УЄФА 2021. Вийшов у стартовому складі як один з трьох центральних захисників, провів на полі усю гру, яка завершилася перемогою лондонців у серії післяматчевих пенальті і здобуттям трофею.

## Виступи за збірні
2014 року дебютував у складі юнацької збірної Англії (U-16), загалом на юнацькому рівні за команди різних вікових категорій взяв участь у 48 іграх, відзначившись 3 забитими голами.
Протягом 2019 року залучався до складу молодіжної збірної Англії. На молодіжному рівні зіграв у 3 офіційних матчах.

## Статистика виступів

### Статистика клубних виступів
Станом на 11 серпня 2021
| Сезон             | Команда            | Чемпіонат         | Чемпіонат | Чемпіонат | Національний кубок | Національний кубок | Національний кубок | Континентальні кубки | Континентальні кубки | Континентальні кубки | Інші змагання | Інші змагання | Інші змагання | Усього | Усього | Усього |
| Сезон             | Команда            | Ліга              | Ігор      | Голів     | Ліга               | Ігор               | Голів              | Ліга                 | Ігор                 | Голів                | Ліга          | Ігор          | Голів         | Ігор   | Голів  |        |
| ----------------- | ------------------ | ----------------- | --------- | --------- | ------------------ | ------------------ | ------------------ | -------------------- | -------------------- | -------------------- | ------------- | ------------- | ------------- | ------ | ------ | ------ |
| 2018–19           | «Іпсвіч Таун»      | ЧФЛ               | 43        | 2         | КА+КЛ              | 0+1                | 0                  | -                    | -                    | -                    | -             | -             | -             | 44     | 2      |        |
| 2019–20           | «Гаддерсфілд Таун» | ЧФЛ               | 36        | 1         | КА+КЛ              | 1+1                | 0                  | -                    | -                    | -                    | -             | -             | -             | 38     | 1      |        |
| 2020–21           | «Лор'ян»           | Л1                | 29        | 2         | КФ                 | 1                  | 0                  | -                    | -                    | -                    | -             | -             | -             | 30     | 2      |        |
| 2021–22           | «Челсі»            | ПЛ                | 0         | 0         | КА+КЛ              | 0                  | 0                  | ЛЧ                   | 0                    | 0                    | СУ            | 1             | 0             | 1      | 0      |        |
| Усього за кар'єру | Усього за кар'єру  | Усього за кар'єру | 108       | 5         |                    | 4                  | 0                  |                      | 0                    | 0                    |               | 1             | 0             | 113    | 5      |        |

## Титули і досягнення
- Переможець Юнацької ліги УЄФА (1):

«Челсі»: 2015-16
- Володар Суперкубка УЄФА (1):

«Челсі»: 2021
- Переможець Клубного чемпіонату світу (2):

«Челсі»: 2021, 2025
- Переможець Ліги конференцій УЄФА (1):

«Челсі»: 2025
- Чемпіон Європи (U-19): 2017